# Lijst van werken van David Rijckaert III
Deze lijst van werken van David Rijckaert (III) geeft een overzicht van de werken van de Zuid-Nederlandse kunstenaar David Rijckaert III. 
| titel                                                                                            | datering      | type       | verblijfplaats                                                           | afbeelding |
| ------------------------------------------------------------------------------------------------ | ------------- | ---------- | ------------------------------------------------------------------------ | ---------- |
| De aanbidding der herders                                                                        | 1636-1661     | Schilderij | Szépművészeti Múzeum, Boedapest                                          |            |
| Interieur met vrolijk gezelschap                                                                 | 1636-1661     | Schilderij | Nationalmuseum, Stockholm                                                |            |
| De parabel van de arbeiders in de wijngaard                                                      | 1636-1661     | Schilderij | Nationalmuseum, Stockholm                                                |            |
| Philemon en Baucis                                                                               | 1636-1661     | Schilderij | Musée des beaux-arts de Pau, Pau                                         |            |
| De vrolijke drinker                                                                              | 1636-1661     | Schilderij | Alte Pinakothek, München                                                 |            |
| Boerderijinterieur                                                                               | 1636-1661     | Schilderij | Metropolitan Museum of Art, New York                                     |            |
| De hof van de herberg in Emmaus                                                                  | 1636-1661     | Schilderij | Metropolitan Museum of Art, New York                                     |            |
| Een jongen slapend tegen een kussen                                                              | 1636-1661     | Schilderij | Museum Ons' Lieve Heer op Solder, Amsterdam                              |            |
| Plunderende soldaten                                                                             | 1636-1661     | Schilderij | Koninklijk Museum voor Schone Kunsten Antwerpen, Antwerpen               |            |
| Interieur van een atelier                                                                        | 1638          | Schilderij | Musée du Louvre, Parijs                                                  |            |
| Boerderijinterieur met drinkende boeren                                                          | 1638          | Schilderij | Staatliche Kunstsammlungen Dresden, Gemäldegalerie Alte Meister, Dresden |            |
| De boerenfamilie                                                                                 | 1639          | Schilderij | Staatliche Kunstsammlungen Dresden, Gemäldegalerie Alte Meister, Dresden |            |
| Een slager biedt een vrouw een glas bier aan                                                     | 1639          | Schilderij | Städel Museum, Frankfurt am Main                                         |            |
| Spelende straatjongens                                                                           | 1640          | Schilderij | Alte Pinakothek, München                                                 |            |
| Boeren in een herberg                                                                            | 1640-1645     | Schilderij | Hermitage, Sint-Petersburg                                               |            |
| Boerenvrouw met een kat Zie Boerenvrouw met een kat en Boer met een hond                         | 1640-1650     | Schilderij | Hermitage, Sint-Petersburg                                               |            |
| Boer met een hond Zie Boerenvrouw met een kat en Boer met een hond                               | 1640-1650     | Schilderij | Hermitage, Sint-Petersburg                                               |            |
| De schoenmakerswerkplaats                                                                        | 1640-1660     | Schilderij | Rijksmuseum Amsterdam, Amsterdam                                         |            |
| Gitaarspeler                                                                                     | 1641          | Schilderij | Museum Bredius, Den Haag                                                 |            |
| Boerenmaaltijd                                                                                   | Ca. 1641-1651 | Schilderij | Koninklijk Museum voor Schone Kunsten Antwerpen, Antwerpen               |            |
| De boerenfamilie                                                                                 | 1642          | Schilderij | Staatliche Kunstsammlungen Dresden, Gemäldegalerie Alte Meister, Dresden |            |
| De alchemist                                                                                     | 1642          | Schilderij | Szépművészeti Múzeum, Boedapest                                          |            |
| Avondeten in een boerenhuis                                                                      | 1645          | Schilderij | National Gallery of Ireland, Dublin                                      |            |
| Oude vrouw in de bijkeuken                                                                       | 1647-1649     | Schilderij | Kunsthistorisches Museum, Wenen                                          |            |
| De bonenkoning                                                                                   | 1648          | Schilderij | Staatsgalerie Neuburg, Neuburg an der Donau                              |            |
| De alchemist                                                                                     | 1648          | Schilderij | Szépművészeti Múzeum, Boedapest                                          |            |
| De alchemist                                                                                     | 1649          | Schilderij | Museo Nacional del Prado, Madrid                                         |            |
| Het lijden van de boeren: soldaten plunderen een dorp Zie Het lijden en de vreugde van de boeren | 1649          | Schilderij | Kunsthistorisches Museum, Wenen                                          |            |
| De vreugde van de boeren: kermis Zie Het lijden en de vreugde van de boeren                      | 1649          | Schilderij | Kunsthistorisches Museum, Wenen                                          |            |
| De alchemist                                                                                     | Ca. 1649      | Schilderij | Kunsthistorisches Museum, Wenen                                          |            |
| De gedwongen inactiviteit van Mars                                                               | 1649-1951     | Schilderij | Hermitage, Sint-Petersburg                                               |            |
| Musicerend gezelschap                                                                            | 1650          | Schilderij | Statens Museum for Kunst, Kopenhagen                                     |            |
| De drinker                                                                                       | Ca. 1650      | Schilderij | Philadelphia Museum of Art, Philadelphia                                 |            |
| De orgelspeler                                                                                   | Ca. 1650      | Schilderij | Philadelphia Museum of Art, Philadelphia                                 |            |
| Herberginterieur                                                                                 | Ca. 1650      | Schilderij | Statens Museum for Kunst, Kopenhagen                                     |            |
| Vrolijk gezelschap (Zoals de ouden zongen, piepen de jongen)                                     | 1650-1655     | Schilderij | Szépművészeti Múzeum, Boedapest                                          |            |
| Oude man bij een vanitas stilleven                                                               | 1650-1700     | Schilderij | Museum Bredius, Den Haag                                                 |            |
| Dulle Griet op rooftocht                                                                         | 1651-1659     | Schilderij | Kunsthistorisches Museum, Wenen                                          |            |
| Herberginterieur                                                                                 | Ca. 1652-1654 | Schilderij | Slovenská Národná Galéria, Bratislava                                    |            |
| De tandentrekker                                                                                 | Ca. 1655      | Schilderij | Musée Fabre, Montpellier                                                 |            |
| Vrolijk gezelschap in een herberg                                                                | 1657          | Schilderij | Statens Museum for Kunst, Kopenhagen                                     |            |
| Vrolijk gezelschap, mogelijk de bonenkoning                                                      | 1661          | Schilderij | Szépművészeti Múzeum, Boedapest                                          |            |